# Internationale 3-Etappen-Rundfahrt
Die Internationale 3-Etappen-Rundfahrt war ein deutsches Radsport-Etappenrennen für Junioren.
Das Rennen wurde über drei Etappen ausgetragen und fand in der Regel im Mai statt. Seit 2008 war die erste Etappe ein acht Kilometer langes Einzelzeitfahren in Frankfurt am Main. Die zweite Etappe führte nach Darmstadt, die dritte nach Frankfurt. Die beiden letzten Etappen waren jeweils etwa 100 Kilometer lang.
Die Rundfahrt wurde seit 1971 ausgetragen und war zuletzt in die UCI-Kategorie 2.1 MJ eingestuft. Das Rennen hatte sich als Sprungbrett für später erfolgreiche Fahrer der Eliteklasse etabliert. Die letzte Austragung des Wettbewerbs war im Jahr 2013. Das für den 16. bis 18. Mai 2014 angesetzte Rennen wurde wegen finanzieller Probleme abgesagt.

## Sieger
| - 2013 Dimitry Rive - 2012 Geoffrey Curran - 2011 Silvio Herklotz - 2010 Bob Jungels - 2009 Wilco Kelderman - 2008 Christopher Roth - 2007 Rasmus Guldhammer - 2004 Stefan Schäfer - 2003 Michail Ignatjew - 2002 Thomas Dekker - 2001 Mathieu Boiche - 2000 Marcus Burghardt - 1999 Guillaume Cannet | - 1998 Torsten Hiekmann - 1997 Sandro Güttinger - 1996 Stephan Schreck - 1995 Mikael Wranqvist - 1994 Bruno Schoonbroodt - 1993 Jerome Klein - 1992 Martin Müller - 1991 Rik Reinerink - 1990 Cyril Bos - 1989 Nicola Miceli - 1988 Michele Bartoli - 1987 Jörg Weida - 1986 Kim Marcussen - 1985 Ken Frost | - 1984 Moreno Tocchet - 1983 Remig Stumpf - 1982 Kim Eriksen - 1981 Kim Eriksen - 1980 Daniel Wyder - 1979 Nico Emonds - 1978 Michael Marx - 1977 Dieter Vogel - 1976 Johannes Potrykus - 1975 Jan Franzen - 1974 Alf Segersäll - 1973 Paul Wieland - 1972 Dietrich Thurau - 1971 Ralf Stambula |